# Nayim
Mohamed Ali Amar, plus connu comme Nayim, né le 5 novembre 1966 à Ceuta, est un footballeur hispano-marocain des années 1990.

## Biographie
Formé à La Masía, le centre de formation du FC Barcelone, Nayim, d'origine marocaine, fréquenta la réserve et ne connut en deux saisons au niveau professionnel que sept matchs pour aucun but inscrit. Néanmoins, il remporta la coupe du roi en 1988. Il fut ensuite transféré en Angleterre, et plus précisément à Tottenham Hotspur. En cinq saisons et 144 matchs pour huit buts, il remporta une coupe d'Angleterre et un Community Shield en 1991. 
Il revint ensuite en Espagne, au Real Saragosse, remportant une Coupe du roi en 1994, ce qui lui permit de jouer la saison suivante la Coupe des coupes. Avec son équipe, il atteint la finale et affronte Arsenal FC. Les deux équipes au bout de 90 minutes sont à égalité (1-1), et doivent disputer une prolongation de trente minutes. C'est alors que survient Nayim : il ne reste que quelques secondes avant la séance des tirs au but, Nayim récupère le ballon au milieu de terrain et voit David Seaman avancé. Contrôlant de la poitrine le ballon, il reprend ensuite de volée le ballon, lui qui est pourtant à 40 mètres des buts, et lobe le gardien Seaman,. Il donne la victoire à son équipe et remporte la Coupe des coupes 1994-1995. 
Il finit sa carrière entre 1997 et 2000 avec le CD Logroñés, en deuxième division espagnole.
Il fit ses gammes avec les sélections ibériques de jeunes (de -18 ans à - 21 ans) entre 1984 et 1987, mais il ne fut jamais international espagnol.
Il fit partie du staff technique de l'Asociación Deportiva Ceuta, en tant qu'assistant. Depuis 2009, il est assistant au Real Saragosse.

## Clubs
- 1986–1988 :  FC Barcelone
- 1988–1993 :  Tottenham Hotspur
- 1993–1997 :  Real Saragosse
- 1997–2000 :  CD Logroñés

## Palmarès
- Championnat d'Espagne de football
  - Vice-champion en 1987
- Coupe d'Espagne de football
  - Vainqueur en 1988 et en 1994
- Coupe d'Angleterre de football
  - Vainqueur en 1991
- Community Shield
  - Vainqueur en 1991 (titre partagé)
- Coupe d'Europe des vainqueurs de coupe de football
  - Vainqueur en 1995
- Supercoupe de l'UEFA
  - Finaliste en 1995